# Крыжка, Иван Ильич
Иван Ильич Крыжка (2 апреля 1925, Кочки, Сибирский край — 30 сентября 2005, Барнаул) — советский хозяйственный, государственный и политический деятель, депутатом Совета Союза Верховного Совета СССР 7-го созыва.

## Биография
Родился в 1925 году в селе Кочки.
Участник Великой Отечественной войны.
С 1945 года — на хозяйственной, общественной и политической работе.
В 1945—1989 годах — на комсомольской и партийной работе в сельском хозяйстве Алтайского края, первый секретарь Солонешенского, Смоленского и Бийского райкомов КПСС Алтайского края, ректор Алтайского сельскохозяйственного института, заведующий кафедрой организации предприятий агропромышленного комплекса Алтайского сельскохозяйственного института.
Избирался депутатом Совета Союза Верховного Совета СССР 7-го созыва от Алтайского края (1966—1970).
Умер 30 сентября 2005 года в Барнауле.